# Крекінг-установка Ботані
Крекінгу-установка Ботані — складова частина нафтохімічного майданчика на сході Австралії, яка наразі належить компанії Qenos (спільне підприємство ExxonMobil та місцевої Orica).
Історія виробництва олефінів на нафтохімічному майданчику Ботані (південно-східна околиця Сіднею) почалась в 1960 (за іншими даними — 1957) році із запуску установки парового крекінгу, розрахованої на споживання газового бензину. Первісно вона мала потужність у 63 тисячі тонн на рік, а станом на 1983-й вже могла продукувати 100 тисяч тонн. 
Етилен використовували для полімеризації, а також з середини 1960-х та до другої половини 1990-х постачали для виробництва мономеру вінілхлориду на розташований в Ботані завод хімічного концерну Imperial Chemical Industries (ICI, діяв через дочірню структуру ICIANZ, що в подальшому стала ICI Australia, а в 1998-му після рішення ICI вийти з бізнесу в Австралії та Новій Зеландії стала основою для зазначеної вище Orica). Ще одним споживачем виступало відкрите у 1966-му виробництво оксиду етилену потужністю 30 тисяч тонн. Згодом його модернізували до рівня у 40 тисяч тонн на рік, а потім продали компанії Huntsman (має власну установку парового крекінгу, проте розташовану значно південніше у Мельбурні).
Використання важкої (як для нафтохімії) сировини призводило до продукування й інших ненасичених вуглеводнів. У 1979-му для використання пропілену запустили лінію полімеризації у поліпропілен потужністю 35 тисяч тонн на рік. Що стосується фракції С4, то вилучений з неї бутадієн починаючи з 1966-го використовували на заводі стирен-бутадієнового каучуку. Втім, конкуренція за ринок із подібним виробництвом у Алтоні (живилось від крекінг-установки компаній Exxon та Mobil) призвело до закриття цього заводу. Після цього фракцію С4 почали відправляти для переробки у Японію, а повернутий звідти бутадієн продавати у ту ж Алтону та на заводи стирен-бутадієнового латексу і акрилонітрилбутадієнстиролу компаній Dow Chemacal та Champlex (остання наразі належить вже загадній раніше Huntsman).
У 1983-му в Ботані звели нову, значно потужнішу установку, що могла продукувати до 250 тисяч тонн етилену та 100 тисяч тонн пропілену. Як сировину при цьому використовували різні комбінації газового бензину та зрідженого нафтового газу (пропан-бутанова фракція) — від 30/70 до 70/30. Газовий бензин постачав нафтопереробний завод у Курнеллі (на протилежному боці затоки Ботані-Бей, в глибині якої і знаходиться Сідней), тоді як джерелом ЗНГ виступали офшорні родовища Бассової протоки. В подальшому старе піролізне виробництво  закрили.
В 1996 році з метою підвищення конкурентоздатності установку модернізували під використання етану, який постачається з родовищ центральної Австралії через спеціально прокладений етанопровід Мумба — Сідней довжиною майже 1400 км (крім того, 10 % піролізної сировини становить пропан). Наразі установка має потужність у 290 тисяч тонн етилену, проте виробництво пропілену зі зміною сировини на більш легку суттєво скоротилось. Це призвело до закриття у 1997-му лінії поліпропілену (потужність якої раніше, після запуску другої установки, довели до 70 тисяч тонн) та перенаправлення пропілену на завод компанії Basell у Клайді.
Вироблений на майданчику етилен споживається лініями поліетилену низької щільності (85 тисяч тонн) та лінійного поліетилену низької щільності (130 тисяч тонн).